# Empire Builder

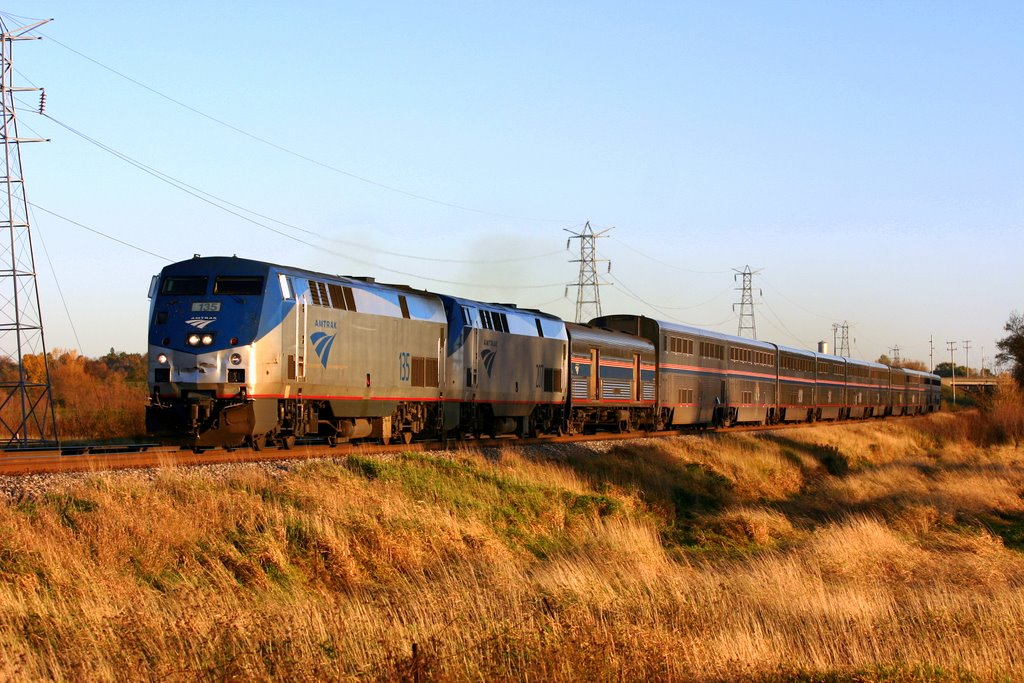
Empire Builder przemierzający stan Wisconsin

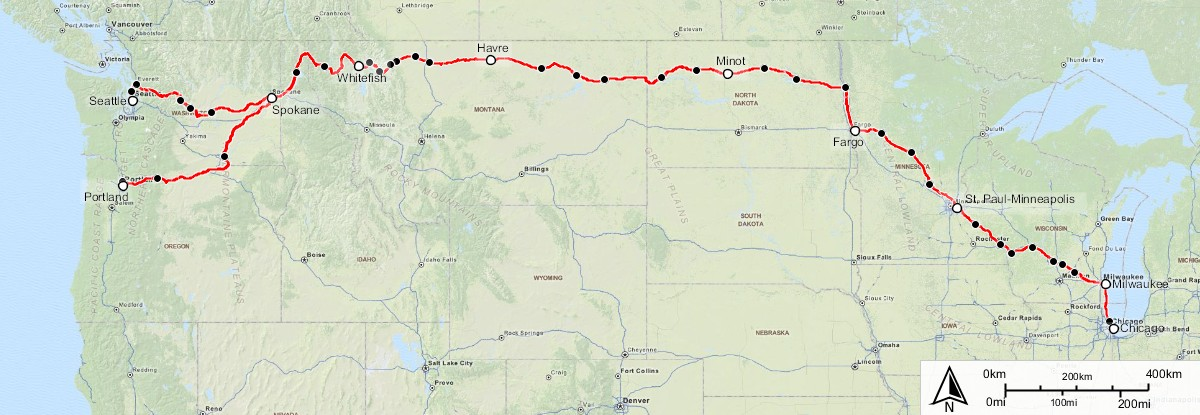
Mapa przedstawiająca przebieg trasy Empire Builder

Empire Builder (w dosłownym tłumaczeniu: Budowniczy Imperium) - pasażerskie połączenie kolejowe w Stanach Zjednoczonych, obsługiwane przez państwowego przewoźnika Amtrak. Łączy Chicago z dwoma największymi miastami północno-zachodniej części USA: Seattle i Portland. Przez większość biegu trasa do obu tych miast jest wspólna - wagony rozdzielane są w okolicach miasta Spokane i pozostałą część trasy przemierzają już dwiema osobnymi odnogami linii. Łączna długość trasy wynosi 3550 km (Chicago-Seattle) lub 3632 km (Chicago-Portland).
Podobnie jak niemal wszystkie transkontynentalne połączenia Amtraku, linia ma charakter głównie turystyczny. Pasażerowie, którym zależy na szybkim dostaniu się do celu, wybierają połączenia lotnicze. Rozkład jazdy jest przygotowany tak, aby przez najciekawsze krajobrazowo odcinki pociągi przejeżdżały w ciągu dnia, a mniej atrakcyjne widokowo rejony mijały w nocy. Każdego dnia na trasę wyjeżdża jeden skład w każdym kierunku. Rozkładowy czas podróży wynosi ok. 46 godzin. Pociągi zestawiane są z wagonów z miejscami do siedzenia o podwyższonym standardzie oraz z wagonów sypialnych. Obowiązuje całkowita rezerwacja miejsc.

## Stacje

### Illinois
- Chicago
- Glenview

### Wisconsin
- Milwaukee
- Columbus
- Portage
- Wisconsin Dells
- Tomah
- La Crosse

### Minnesota
- Winona
- Red Wing
- Saint Paul
- St. Cloud
- Staples
- Detroit Lakes

### Dakota Północna
- Fargo
- Grand Forks
- Devils Lake
- Rugby
- Minot
- Stanley
- Williston

### Montana
- Wolf Point
- Glasgow
- Malta
- Shelby
- Cut Bank
- Browning
- East Glacier Park
- Essex
- West Glacier
- Whitefish
- Libby

### Idaho
- Sandpoint

### Waszyngton
- Spokane
- odnoga do Seattle:
  - Ephrata
  - Wenatchee
  - Leavenworth
  - Everett
  - Edmonds
  - Seattle
- odnoga do Portland:
  - Pasco
  - Wishram
  - Bingen
  - Vancouver

### Oregon
Do stanu Oregon wjeżdżają wyłącznie pociągi jadące do Porland.
- Portland